# Xavier Zubiri
José Xavier Zubiri Apalategi (4. prosince 1898 San Sebastián – 21. září 1983 Madrid) byl španělský filozof. 
Vystudoval madridský seminář a v roce 1921 byl vysvěcen na katolického kněze. Studoval filozofii na Madridské univerzitě, teologii na Papežské univerzitě svatého Tomáše Akvinského a přírodní vědy na Katolické univerzitě v Lovani. Od roku 1926 vyučoval na univerzitě v Madridu dějiny filozofie. Navštěvoval také na Freiburské univerzitě přednášky Edmunda Husserla a Martina Heideggera. V roce 1935 se nechal laicizovat, aby se mohl oženit (jeho manželka byla dcerou historika América Castra). V době španělské občanské války pobýval v Paříži, kde se stýkal s Louisem de Broglie a Élie Cartanem. Po návratu přednášel na Barcelonské univerzitě, avšak na protest proti politickým zásahům do akademické svobody z místa odešel a stal se soukromým profesorem. Věnoval se také překládání filozofické literatury do španělštiny, např. Heideggerova díla Co je metafyzika?
Pod vlivem svého učitele Josého Ortegy y Gasset byl členem Madridské školy a přispíval do časopisu Revista de Occidente. Jeho nejznámějšími díly jsou Naturaleza, historia, dios (Příroda, historie, bůh) a Estructura dinámica de la realidad (Dynamická struktura reality). Zabýval se metafyzikou, ve svých spisech se vymezoval vůči modernímu západnímu racionalismu a odmítal snahy o oddělení citu od rozumu. Jeho originální filozofická koncepce spojuje křesťanství a existencialismus, pro esenciální spojení člověka s Bohem zavedl termín religación („život nedostává poslání, nýbrž je posláním“). Ze Zubiriho pojetí světa vycházeli představitelé teologie osvobození jako Ignacio Ellacuría.